# Hylaeus bipunctatus
Hylaeus bipunctatus là một loài Hymenoptera trong họ Colletidae. Loài này được Fabricius mô tả khoa học năm 1798.